# 첩보의 별
《첩보의 별》은 네이버 웹툰에서 매주 화요일과 토요일에 연재된 이상신, 국중록 콤비의 만화이다. CIA라는 가상의 첩보단체에 근무하는 요원들이 사건을 해결하는 스파이물이지만, 대부분의 인물이 상식에 정확히 반대되는 행동을 하며 주인공은 늘 허세와 거짓말로 자신을 무장하기 때문에 독자의 상식을 비트는 유머가 작품의 주된 부분을 차지한다.

## 등장인물

### CIA
- 설전설
- 설전설의 어머니
- Mr.국장
- Ms.미나리
- 양하치
- 도라지
- 김봉팔
- 물망초
- Mr.동충하초 (A.K.A 스승)
- 산사초
- 클라크
- 종호
- 전에 병실을 조사한 요원인데 길게 말하면 불편하니까 줄여서 전병요는 너무 기니까 그냥 짧게 전병요

### NBA
- 마이클 지단
- 지단의 비서
- 벌거숭이 A
- 벌거숭이 B
- 선수 1
- 선수 2
- 선수 3

### 일산경찰서
- 김애송
- 배태랑